# Chwyt pistoletowy

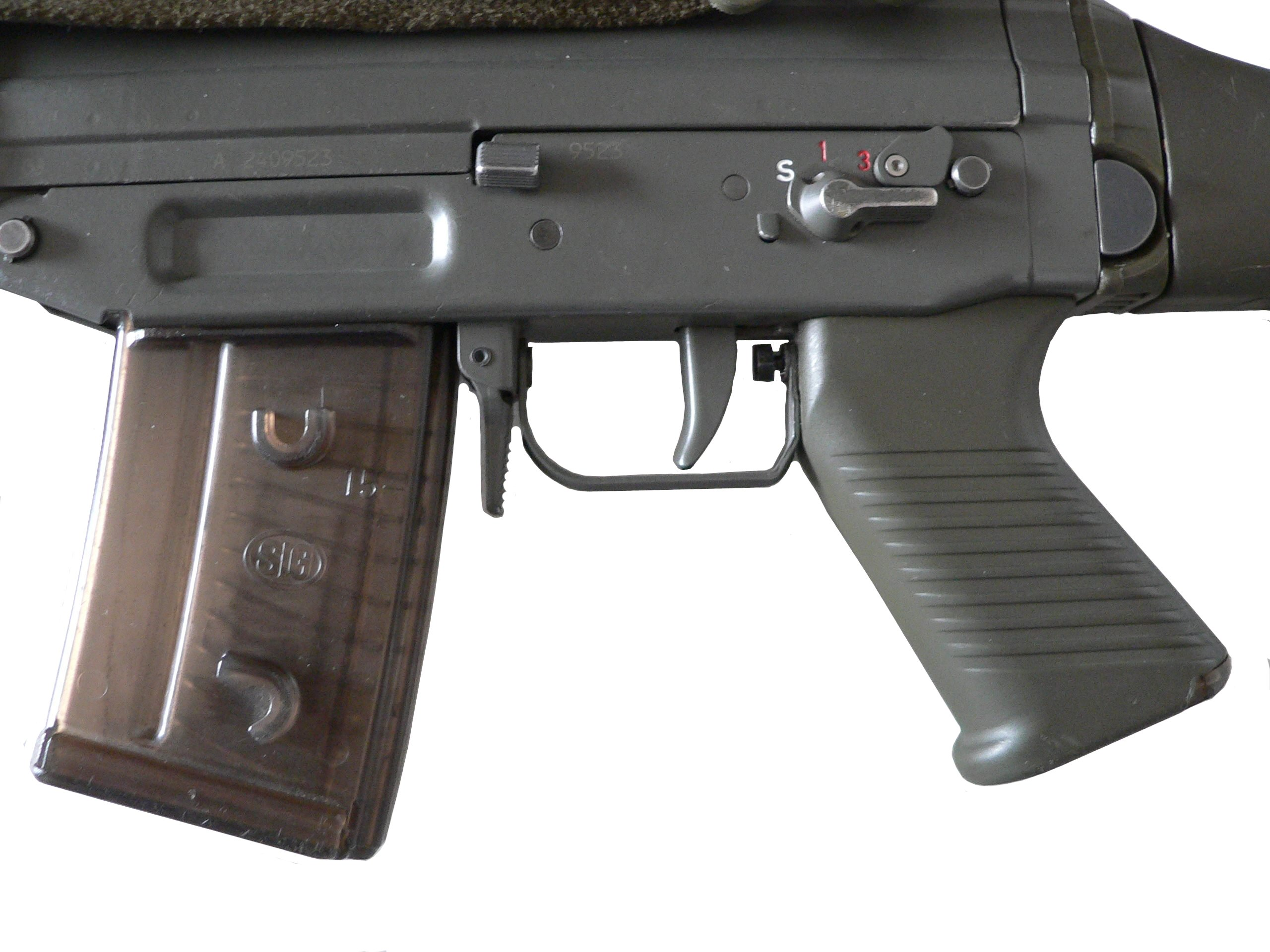
Chwyt pistoletowy w karabinie SG 550

Chwyt pistoletowy – element broni strzeleckiej służący do jej trzymania podczas prowadzenia ognia, umieszczany obok spustu. 
Pierwotnie wykorzystywany wyłącznie jako rękojeść pistoletów (stąd nazwa), z czasem ze względu na wysoką ergonomię, zaczęto go stosować również w innych rodzajach broni strzeleckiej: pistoletach maszynowych, karabinach automatycznych itp. Wewnątrz chwytu pistoletowego może znajdować się gniazdo magazynka lub elementy mechanizmu spustowego. 